# Diskuskastning för herrar i friidrott vid olympiska sommarspelen 1996
Diskuskastning för herrar vid olympiska sommarspelen 1996 i Atlanta avgjordes den 31 juli.

## Medaljörer
| Gren           | Guld                   | Guld    | Silver                              | Silver  | Brons                          | Brons   |
| Diskuskastning | Lars Riedel · Tyskland | 69,40 m | Vladimir Dubrovsjtjik · Vitryssland | 66,60 m | Vasilij Kaptyuch · Vitryssland | 65,80 m |

## Resultat

### Icke-kvalificerade
| Placering | Icke-kvalificerade           | Längd   | 1     | 2     | 3     |
| --------- | ---------------------------- | ------- | ----- | ----- | ----- |
| 13.       | Nick Sweeney (IRL)           | 62.04 m | 58.82 | 62.04 | 61.06 |
| 14.       | John Godina (USA)            | 61.82 m | 61.82 | 59.88 | 57.46 |
| 15.       | Bob Weir (GBR)               | 61.64 m | 61.64 | 60.54 | X     |
| 16.       | Ramón Jiménez Gaona (PAR)    | 61.36 m | 58.18 | 61.36 | X     |
| 17.       | Adewale Olukoju (NGR)        | 60.98 m | X     | 60.98 | 59.32 |
| 18.       | Li Shaojie (CHN)             | 60.20 m | 58.54 | 60.06 | 60.20 |
| 19.       | Diego Fortuna (ITA)          | 60.08 m | 57.78 | 59.30 | 60.08 |
| 20.       | Marek Bilek (CZE)            | 59.86 m | 59.86 | 58.42 | 58.62 |
| 21.       | Svein Inge Valvik (NOR)      | 59.60 m | 59.34 | 58.34 | 59.60 |
| 22.       | Roberto Moya (CUB)           | 59.22 m | 59.22 | 57.60 | X     |
| 23.       | Dashdendev Makhashiri (MGL)  | 59.16 m | 59.16 | 54.18 | X     |
| 24.       | Igor Primc (SLO)             | 59.12 m | 59.12 | 56.40 | 57.62 |
| 25.       | Aleksander Tammert (EST)     | 59.04 m | 58.84 | X     | 59.04 |
| 26.       | Costel Grasu (ROU)           | 58.56 m | 58.30 | X     | 58.56 |
| 27.       | Dragan Mustapić (CRO)        | 57.94 m | X     | 57.94 | 56.62 |
| 28.       | Andrij Kochanovskij (UKR)    | 57.90 m | 57.90 | X     | X     |
| 29.       | Marcelo Pugliese (ARG)       | 56.72 m | 56.72 | X     | X     |
| 30.       | Shakti Singh (IND)           | 56.58 m | 53.72 | 56.58 | 54.30 |
| 31.       | Aleksandr Boritjevskij (RUS) | 56.46 m | X     | 56.46 | 55.18 |
| 32.       | Vésteinn Hafsteinsson (ISL)  | 56.30 m | 53.94 | 52.14 | 56.30 |
| 33.       | Jason Tunks (CAN)            | 55.58 m | X     | X     | 55.58 |
| 34.       | Mickaël Conjungo (CAF)       | 55.34 m | X     | X     | 55.34 |
| 35.       | Michael Möllenbeck (GER)     | 55.18 m | X     | 55.18 | 55.06 |
| 36.       | Glen Smith (GBR)             | 54.88 m | 54.88 | X     | X     |
| 37.       | Roman Poltoratskij (UZB)     | 51.96 m | X     | X     | 51.96 |
| 38.       | Jaroslav Žitňanský (SVK)     | 51.50 m | X     | 50.94 | 51.50 |
| 39.       | Chris Sua'mene (SAM)         | 51.28 m | 49.22 | 51.28 | 50.24 |
| —         | David Martínez (ESP)         | NM      | X     | X     | X     |

### Final
| Placering | Idrottare                   | Försök | Försök | Försök | Försök | Försök | Försök | Längd   | Noteringar |
| Placering | Idrottare                   | 1      | 2      | 3      | 4      | 5      | 6      | Längd   | Noteringar |
| --------- | --------------------------- | ------ | ------ | ------ | ------ | ------ | ------ | ------- | ---------- |
| 1         | Lars Riedel (GER)           | X      | X      | 65.40  | 63.10  | 69.40  | 69.24  | 69.40 m | OR         |
| 2         | Vladimir Dubrovsjtjik (BLR) | 64.86  | 66.60  | 64.38  | 59.68  | X      | X      | 66.60 m |            |
| 3         | Vasil Kaptsiuch (BLR)       | 63.24  | 64.00  | 65.80  | X      | 63.82  | 65.08  | 65.80 m |            |
| 4         | Anthony Washington (USA)    | 65.42  | X      | X      | 61.34  | X      | 62.50  | 65.42 m |            |
| 5         | Virgilijus Alekna (LTU)     | 62.28  | 65.30  | 64.50  | X      | 64.54  | 63.74  | 65.30 m |            |
| 6         | Jürgen Schult (GER)         | 62.82  | 64.42  | 62.62  | 64.62  | 64.38  | 63.78  | 64.62 m |            |
| 7         | Vitaliy Sidorov (UKR)       | 63.44  | X      | X      | 62.76  | 63.78  | 62.82  | 63.78 m |            |
| 8         | Vaclavas Kidykas (LTU)      | 61.48  | 57.52  | 62.78  | X      | 61.68  | 61.88  | 62.78 m |            |
|           |                             |        |        |        |        |        |        |         |            |
| 9         | Alexis Elizalde (CUB)       | 60.52  | 60.36  | 62.70  |        |        |        | 62.70 m |            |
| 10        | Attila Horváth (HUN)        | 60.66  | 62.28  | 59.72  |        |        |        | 62.28 m |            |
| 11        | Sergej Ljachov (RUS)        | 60.62  | 59.90  | X      |        |        |        | 60.62 m |            |
| 12        | Adam Setliff (USA)          | X      | 56.30  | X      |        |        |        | 56.30 m |            |